# Хакенсак (Минесота)
Хакенсак (енгл. Hackensack) град је у америчкој савезној држави Минесота.

## Демографија
По попису из 2010. године број становника је 313, што је 28 (9,8%) становника више него 2000. године.
| Група             | 2000.       | 2010.       |
| Белци             | 275 (96,5%) | 299 (95,5%) |
| Афроамериканци    | 0 (0,0%)    | 0 (0,0%)    |
| Азијати           | 0 (0,0%)    | 0 (0,0%)    |
| Хиспаноамериканци | 1 (0,4%)    | 1 (0,3%)    |
| Укупно            | 285         | 313         |